# Iver Huitfeldt-klass
Iver Huitfeldt-klass är en fregatt-klass för Danmarks flotta som omfattar tre fartyg vilka togs i bruk 2012–2013. Klassen konstruerades för att ersätta de på tidigt 80-tal färdigställda korvetterna av Niels Juel-klass som tagits ur bruk. Klassen innebär en avsevärd förbättring av danska flottans stridsvärde. Iver Huitfeldt-klassen är en stor fregatt inriktad mot luftvärnskrigföring och med förmåga till ytstrid, ubåtsjakt och, för första gången i en nordisk flotta, attack av landmål med hjälp av kryssningsrobotar. Fartygens uppgifter kommer att utföras inom ramen för både nationellt försvar och internationella operationer med tänkbara uppgifter såsom eskort av flottstyrkor och/eller skydd av civil sjöfart, eldunderstöd till markstyrkor, hävdande av exportrestriktioner eller andra handelsrestriktioner, maritima helikopteroperationer samt hävdande av flygförbudszoner med mera. De kommer också kunna fungera som ledningsplats för en stab.
Klassens fartyg heter HDMS Iver Huitfeldt (F361), HDMS Peter Willemoes (F362) och HDMS Niels Juel (F363) efter danska sjöhjältar. Alla tre fartygen har Flådestation Korsør som sin hemmahamn.

## Allmänna egenskaper
Klassen är designad med hjälp av de erfarenheter man fått när man byggt de två lednings- och supportfartygen av Absalon-klass. Absalon-klassens fartyg består av två med Iver Huitfeldt-klass jämnstora fregattliknande fartyg som sjösattes under första halvan av 2004. De båda klasserna är mycket lika varandra och Absalon-klass är, precis som Iver Huitfeldt-klass, utrustad med avancerade sensorsystem och vapensystem, inklusive kanon, sjömålsrobotar och luftvärnsrobotar, men dess mest kännetecknande egenskap är det stora täckta akterdäck som finns under helikopterplattan. Detta däck är nyckeln till klassens flexibilitet och innebär att de kan användas för trupp- och materieltransport samt ledning med hjälp en containerbaserad ledningscentral, vilka också är fartygens tänkta huvuduppgifter. Till skillnad från Absalon-klassen är Iver Huitfeldt-klassen dock en mer konventionell luftkrigföringsfregatt, men genom att använda samma grunddesign och tillvarata erfarenheterna från konstruktionen av Absalon-klass förväntas Iver Huitfeldt-klass kunna konstrueras till en relativt låg kostnad. 
Fartygen har ett deplacement på drygt 6 600 ton, vilket innebär att de är några av världens största fregatter. Maskineriet är av CODAD-typ (COmbined Diesel And Diesel - Översatt: Kombinerad diesel och diesel) med fyra MTU Friedrichshafen dieselmotorer vardera med en effekt på 8,2 MW för en total effekt på 32,8 MW kopplade till 2 axlar/propellrar. Motorerna förväntas ge fartygen en maxfart på 28 knop och en lång räckvidd på 9 000 NM vid 15 knops gång. Elektricitet genereras av två Caterpillar 3512 dieselgeneratorer på vardera 1,36 MW samt två Caterpillar 3508 på vardera 930 kW. Fartygen kommer att ha utrymmen för att hysa upp till 165 man och förväntas ha en uthållighet på upp till 28 dagar.
Danska flottans StanFlex-koncept kommer att utnyttjas för maximal-flexibilitet vad gäller beväpning. StanFlex utvecklades för danska flottan för deras mindre patrullbåtar av Flyvefisken-klass och är ett modulariserat system som används för att montera olika typer av vapensystem i för detta ändamålet avsedda container-positioner på fartyget. Systemet, som anses vara mycket framgångsrikt, låter på under 48 timmar montera till exempel luftvärnsrobotar, sjömålsrobotar eller kanoner vilket gör att fartyget kan utrustas med de specifika förmågor som ett visst uppdrag kräver. StanFlex ger också möjlighet att flytta vapensystem mellan fartyg. 
Varje fregatt kommer att bära två RIB-båtar och en helikopter. De är för detta ändamålet utrustade med en hangar och en helikopterplatta som kan ta emot helikoptrar med vikt på upp till 20 ton. Danska marinens flygtjänst kommer att byta ut sina Lynx-helikoptrar inom utgången av decenniet. AW101 och Lynx Wildcat från AgustaWestland, NH90 från NHIndustries, och MH-60R Seahawk och H-92 från Sikorsky är i spel.

## Sensor-, stridslednings- och motmedelsystem
Fartygens huvudsensorer kommer att utgöras av Thales SMART-L som är en sökradar för luftmål med mycket lång räckvidd, upp till 480 km, och Thales Active Phased Array Radar som är en multifunktionsradar med kapacitet till målföljning, målbelysning och vapenkontroll. Fartygen kommer också att vara utrustade med två stycken Saab CEROS 200 eldledningssystem för kanonkontroll. Dessa är försedda med både en radar och en elektroptisk sensorsvit bestående av TV-kamera, IR-kamera och laseravståndsmätare. Tre Furuno sökradarsystem för ytmål kommer att fungera som navigationsradar. Fartygens huvudsakliga undervattenssensor blir en Atlas Elektronik ASO-94 skrovmonterad sonar som primärt används för ubåtsjakt men också används för torpedvarning samt upptäckt av undervattenshinder och minor. Fartyget kommer också att kunna ta emot data från helikopterns sonar.
Stridsledningssystemet är utvecklat av danska Terma A/S och kallas C-FLEX. C-FLEX skapar en taktisk bild för övervakning av luftrummet, havsytan samt under vattenytan och låter operatörerna kontrollera sensorsystemens funktion, bekämpning med vapensystem och hantering av elektronisk krigföring och motmedel med mera. Link 11 och Link 16, som är NATO-standardiserade kommunikationslänkar, används för att dela taktiska data mellan fartyg och andra styrkor såsom landinstallationer och flygfarkoster.
För övervakning av sändare som använder radarbandet används ett ITT (Tidigare EDO Corp.) ES-3701 ESM-system. Dock saknas ECM-system för störning av fientliga radarsystem. Motmedelskastarna är av typen Terma DL-12T och DL-6T som är laddade med facklor och remsor för att förvirra fientliga sjömålsrobotars målsökningssystem.